# Robug III
Robug III jest stworzonym przez inżynierów z Uniwersytetu Portsmouth, pająko-podobnym robotem mobilnym, sterowanym przez człowieka.

## Opis

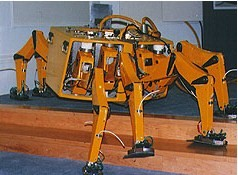
Robug III

Robug III to robot kroczący posiadający 8 kończyn kroczących. Sam robot charakteryzuje się niskim zawieszeniem i lekką konstrukcją. Posiada zdolność do poruszania się po pionowych powierzchniach dzięki układowi chwytaków przyssawkowych (umożliwiają nawet poruszanie się po szorstkich powierzchniach takich jak cegły), również wysokie przeszkody nie stanowią dla niego problemu.  
Jego osiem pneumatycznie napędzanych kończyn posiada 4 przeguby, pozwalające robotowi na bardzo elastyczne manewrowanie po nierównym terenie. Robobug III może poruszać się z prędkością do 20 stóp na minutę.

## Sterowanie
Robug III jest sterowany przewodowo (domyślnie prawie 100 metrowy przewód).Przewodem tym jest przekazywane sprężone powietrze potrzebne do zasilania pneumatycznych kończyn, prąd zmienny (240V), oraz służy jako medium do przekazywania sygnałów sterujących i obrazu wideo (robot opcjonalnie może być wyposażony w kamerę).

## Zastosowanie
- Potrafi przemieszczać ciężary do masy 221 lbs.
- Może bezpiecznie pracować w radioaktywnym środowisku.
- Dodatkowo może zostać wyposażony w kamerę.